# 秋山眞和
秋山 眞和（あきやま まさかず、1941年9月29日 - ） は、日本の染織家。「綾の手紬染織工房」創設者。現代の名工（卓越技能者）。元沖縄県立芸術大学美術工芸学部教授。沖縄県那覇市出身。

## 概要
1941年、沖縄県那覇市生まれる。琉球（首里）上布を開発した秋山常磐を父に持つ。太平洋戦争の戦況悪化で沖縄から父・常盤の郷里である福岡県田主丸町（現久留米市）に疎開。戦火により那覇市の工場等を手放した常盤と共に、宮崎県宮崎市に移住し、琉球織物の復興に携わる。その後、常盤から染織業を引き継ぎ、1966年、宮崎県綾町にて「綾の手紬染織工房」を創設、宮崎独自の織物制作を目指した。
1968年、日本伝統工芸展に初入選し、1972年、日本工芸会正会員。
1976年、藍の発酵からヒントを得て、日本近海に生息するアカニシ貝の内臓（パープル腺）から紫の色素の抽出と染色に成功し、途絶えたとされていた貝紫による染色を世界で初めて復活させた。
1984年、宮崎県伝統工芸士第一次指定を受け、翌1985年、宮中の御養蚕所以外では唯一となる小石丸蚕による養蚕を開始する。1995年、国から現代の名工（卓越した技能者）表彰を受ける。
1997年、沖縄県立芸術大学より招聘を受け、美術工芸学部教授嘱任、2002年まで定年退官まで務める。2006年、黄綬褒章受章。

### 受賞・作品歴[10][11]
- 1967年、「第2回西部工芸展」朝日新聞社金賞受賞
- 1968年、「日本伝統工芸展」初入選・「第3回西部工芸展」朝日新聞社銀賞受賞
- 1970年、「第5回西部工芸展」朝日新聞社銀賞受賞
- 1972年、日本工芸会正会員認定
- 1984年、宮崎県伝統工芸士第一次指定
- 1991年、「宮崎日日新聞社産業賞」受賞
- 1992年、京都文化博物館「この人この作品」招待出展
- 1993年、阿波藩、蜂須加家の藍染熨斗目着物を小石丸蚕糸にて復元制作
- 1994年、宮崎銀行第一ビル、壁面タピストリー制作
- 1995年、会津藩、松平家の熨斗目を小石丸藍染にて復元・平成7年度卓越した技能者（現代の名工）指定表彰
- 1996年、日本橋三越本店にて個展開催（以後毎年開催）・全国税理士共栄会文化財団地域文化賞受賞
- 2000年、フランスパリ日本文化会館にて個展を開催
- 2001年、農水省指定、地域特産物マイスター全国第一次指定・メディチ家芸術交流基金よりフランスのグラフィックデザイナー
- 2002年、綾町産業功労者として表彰
- 2004年、銀座和光にて個展開催
- 2005年、「第39回日本伝統工芸染織展」藍染花織絣「響き」文化庁長官賞受賞・宮崎県文化賞（文化功労）受賞
- 2006年、「第41回西部工芸展」日本工芸会西部支部長賞受賞・黄綬褒章受章
- 2008年、綾町無形文化財に指定
- 2010年、銀座和光にて2回目の個展開催
- 2012年、民族衣装文化普及協会「きもの文化賞」受賞
- 2013年、久米島博物館で秋山眞和作品展
- 2014年、「第61回日本伝統工芸展」藍染花織着物「藍醸華」入選・一般財団法人大日本蚕糸会主催「蚕糸功労賞」受賞・公益財団法人ポーラ伝統文化振興財団主催「伝統工芸ポーラ賞地域賞」受賞
- 2020年、三井広報委員会主催「三井ゴールデン匠賞」『グランプリ』受賞

## 論文・記事等

### 共著
- 富山弘基・諏訪好風 他共著「染め織り人の視点(第13回)紬織作家<秋山眞和・諏訪好風・新田英行>22年目を迎える「染織紬三人展」の奇蹟」月刊染織α: 染めと織りを楽しむ人の生活情報誌293号（2005年）

### 単著
- 「幻の染め"貝紫"の再現」化学工学56巻10号（1992年）
- 「提携支援センターから 宮崎の蚕糸・絹業提携グループ「綾の小石丸の会」」シルクレポート16号（2011年）